# Walter Wessel (General)

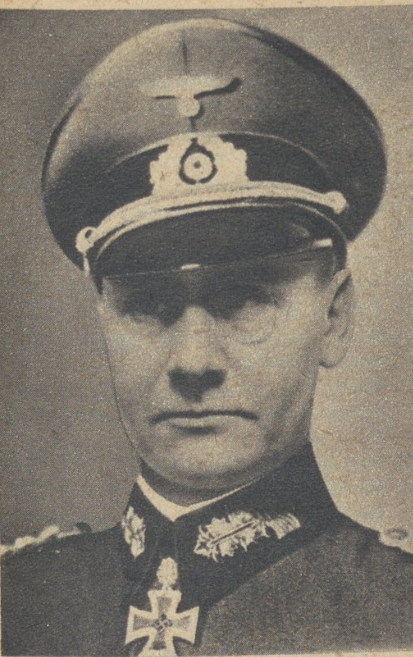
Generalmajor Walter Wessel, nach Februar 1942

Walter Wessel, auch Weßel, (* 21. April 1892 in Lautenthal im Harz; † 20. Juli 1943 in Morano Calabro, Italien) war ein deutscher Offizier, zuletzt Generalleutnant im Zweiten Weltkrieg.

## Leben

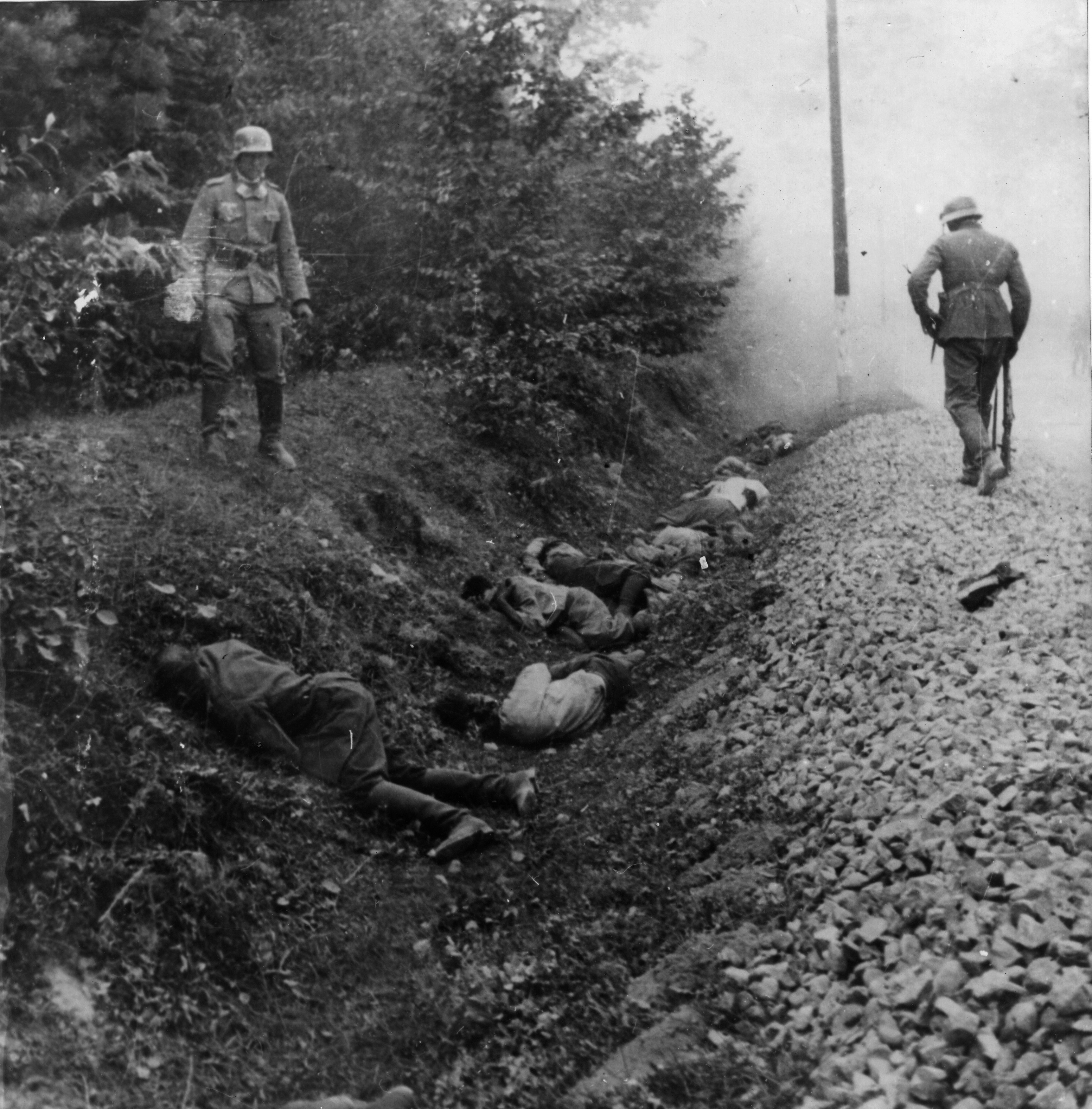
Erschossene Kriegsgefangene im Straßengraben, Ciepielów, 9. September 1939

Im Sommer 1911 trat Walter Wessel als Fahnenjunker in die Armee ein. 1912 war er Leutnant (Beförderung zum 19. November 1912) in der Maschinengewehr-Kompanie des Infanterie-Regiment 165 (Hannover). Zu Kriegsende war er weiterhin in das Infanterie-Regiment 165 kommandiert.
Nach dem Krieg wurde er in die Reichswehr übernommen. 1923 diente er als Oberleutnant, Beförderung zum 22. März 1918, im 12. Infanterie-Regiment. 1924 war er in der 8. MG-Kompanie des 12. Infanterie-Regiments.
In der Wehrmacht war er von Oktober 1937, seit Anfang 1937 Oberstleutnant, bis Oktober 1939 Bataillonskommandeur des III./Infanterie-Regiment 15 (Kassel). Zu Beginn des Zweiten Weltkriegs nahm Wessel als Kommandeur des Bataillons im Verband mit der 29. Infanterie-Division am Überfall auf Polen teil. Nahe dem Ort Ciepielów kam es im September 1939 zu Gefechten mit Einheiten der polnischen Armee. Der Widerstand konnte gebrochen und etwa 450 Gefangene gemacht werden. Es existieren zwei Darstellungen des Massakers von Ciepielów. In der einen Darstellung wird Wessel als Befehlsgeber für eine Sühnemaßnahme beschrieben, wobei er etwa 250 polnische Kriegsgefangene ermorden ließ. Hierfür sollen die polnischen Soldaten auf Befehls Wessels hin entkleidet und ihrer Ausweise beraubt worden sein, um sie als Partisanen erschießen zu können. Eine zweite Darstellung gibt an, dass im Zuge der vorangegangenen Gefechte etwa 100 polnische Soldaten verletzt wurden. Diese wurden dann gemeinsam mit 50 weiteren Gefangenen auf Befehl Wessels erschossen. Weitere Erschießungen sollen dann am Folgetag durch die 29. Infanterie-Division erfolgt sein. Nach dem Krieg wurde 1950, da Wessel ja bereits tot war, ein Untersuchungsverfahren gegen Unbekannt zur Aufklärung der Verbrechen in Ciepielów eingeleitet. Am 10. Januar 1971 wurde das Verfahren eingestellt. In der Urteilsbegründung hieß es, dass 250 polnische Soldaten im Gefecht gefallen waren und nicht nach Beendigung der Kampfhandlungen erschossen wurden.
Nach seiner Beförderung zum Oberst im Oktober 1939 übernahm Wessel das Kommando über das Infanterie-Regiment 15. Später kämpfte er mit dem Regiment in Frankreich und nahm dann am Krieg gegen die Sowjetunion teil. Am 19. September 1941 gab er das Kommando ab und würde in die Führerreserve versetzt.
Von Mitte Januar 1942 bis Ende Februar 1943, ab Februar 1942 Generalmajor und ab Januar 1943 Generalleutnant, war er Kommandeur der 12. Panzer-Division. Die Division wurde an der Ostfront, u. a. beim Unternehmen Nordlicht eingesetzt, Teile der Division auch in der Ersten Ladoga-Schlacht. Mitte November 1942 war die Division auch an der Operation „Affenkäfig“ beteiligt, eine Aktion gegen Partisanen, wobei wie im September 1939 zahlreiche Gefangene getötet und Dörfer zerstört wurden. Nach der Verlegung der Division nach Orel Mitte Februar 1943 gab Wessel das Kommando über die 12. Panzer-Division ab.
Zuletzt war Wessel ab 1. März 1943 im Stab des Inspekteurs der Panzertruppe im Oberkommando des Heeres tätig. Bei einer Inspektionsreise in Italien kam er durch einen Unfall ums Leben.

## Auszeichnungen
- Eisernes Kreuz (1914) II. und I. Klasse
- Verwundetenabzeichen (1918) in Schwarz
- Spange zum Eisernen Kreuz II. und I. Klasse
- Ritterkreuz des Eisernen Kreuzes mit Eichenlaub[1]
  - Ritterkreuz am 15. August 1940 als Kommandeur des Infanterie-Regiments 15
  - Eichenlaub am 17. Februar 1942 (76. Verleihung) als Kommandeur des Infanterie-Regiments 15